# PLEASURE (アルバム)
『PLEASURE』（プレジャー）は、久松史奈の5枚目のオリジナル・アルバム。

## 内容
オリコンチャート最高8位を更新したアウトドア系ロックを意識した約8ヵ月ぶりのアルバム。三方背BOX・ブックレット・オリジナルはがき封入。
「涙がみえる」は久松が単独で作曲を手がけた。

## 収録曲
全作詞:久松史奈
1. Bring Back That Shine
作曲:井口慎也 編曲:国吉良一
2. MAYBE
作曲:野田晴稔 編曲:難波正司
3. シャレにしちゃってはじめよう
作曲:藤生ゆかり 編曲:難波正司
4. 夏の最後の日
作曲:金本一哉 編曲:難波正司
5. 涙がみえる
作曲:久松史奈 編曲:瀬尾一三
6. SMILE
作曲:安田信二 編曲:瀬尾一三
7. HELLO!
作曲:藤生ゆかり 編曲:難波正司
8. 微笑みながら
作曲:野田晴稔 編曲:瀬尾一三
9. HOLD ON
作曲:井口慎也 編曲:難波正司
10. CRY
作曲:TSUKASA 編曲:難波正司

## 参加ミュージシャン
- 山木秀夫 - ドラム
- 長谷部徹 - ドラム
- 国吉良一 - キーボード
- 美久月千晴 - ベース
- 今剛 - ギター
- 井口慎也 - コーラス
- 藤生ゆかり - コーラス